# Црнянский, Милош

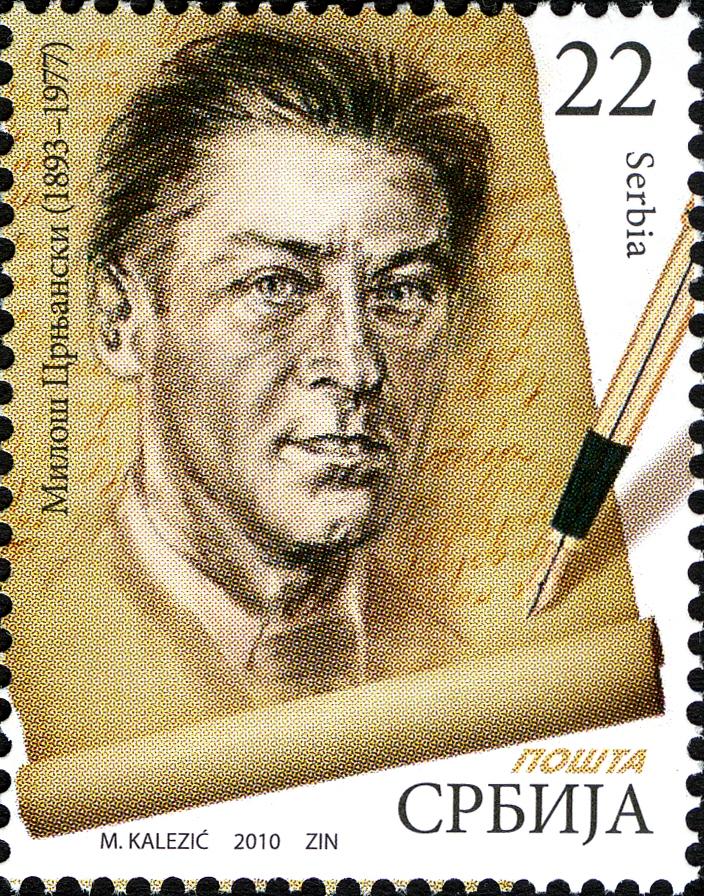
Почтовая марка Сербии 2010 года, посвящённая Милошу Црнянскому

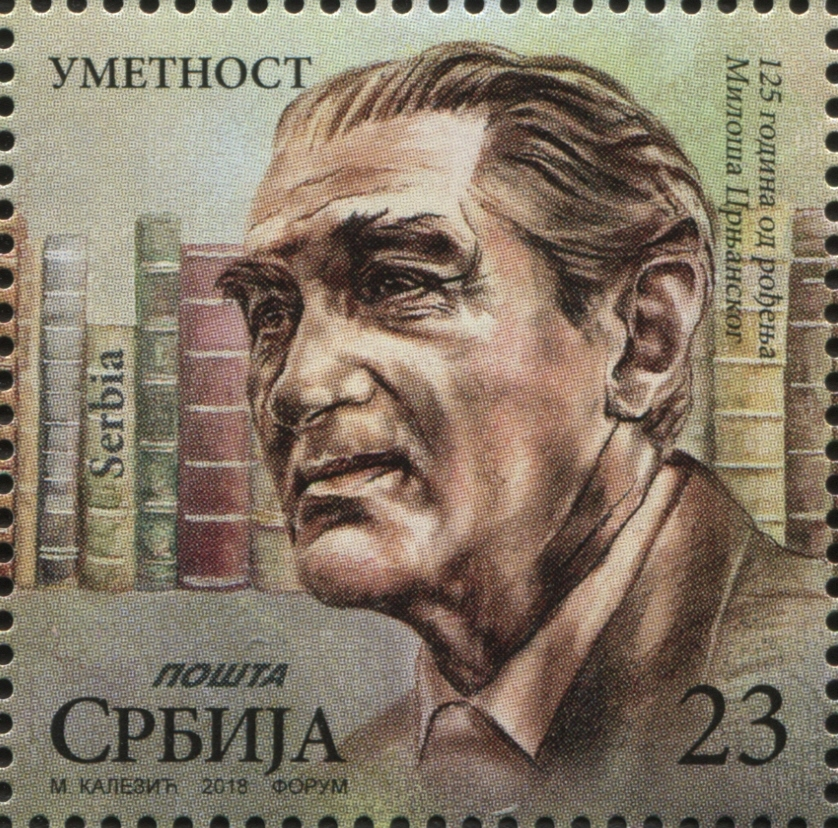
Почтовая марка Сербии 2018 года, посвящённая Милошу Црнянскому

Ми́лош Црня́нский (серб. Милош Црњански; 26 октября 1893, Чонград, Австро-Венгрия — 30 ноября 1977, Белград) — сербский поэт, прозаик, драматург, журналист, переводчик, составитель антологий китайской и японской поэзии.

## Жизнь и творчество
Рос в патриархальной среде с культом Великой Сербии, ненавистью к Оттоманскому игу, православной обрядностью. В период Первой мировой войны сражался на восточном и итальянском фронте, был ранен. После войны изучал философию в Вене и Белграде, занимался преподаванием и журналистикой, его антивоенные стихи стали манифестом «потерянного поколения» молодежи. В это же время заложил основы раннего авангарда в сербской литературе, а именно так называемого суматраизма, манифестом чего является его «Объяснение Суматры» 1920 года. С 1928 исполнял обязанности атташе Югославии по культуре в Берлине, Лиссабоне и Риме. С началом Второй мировой войны переехал в Лондон, где жил на положении эмигранта. Вернулся в Белград в 1965.

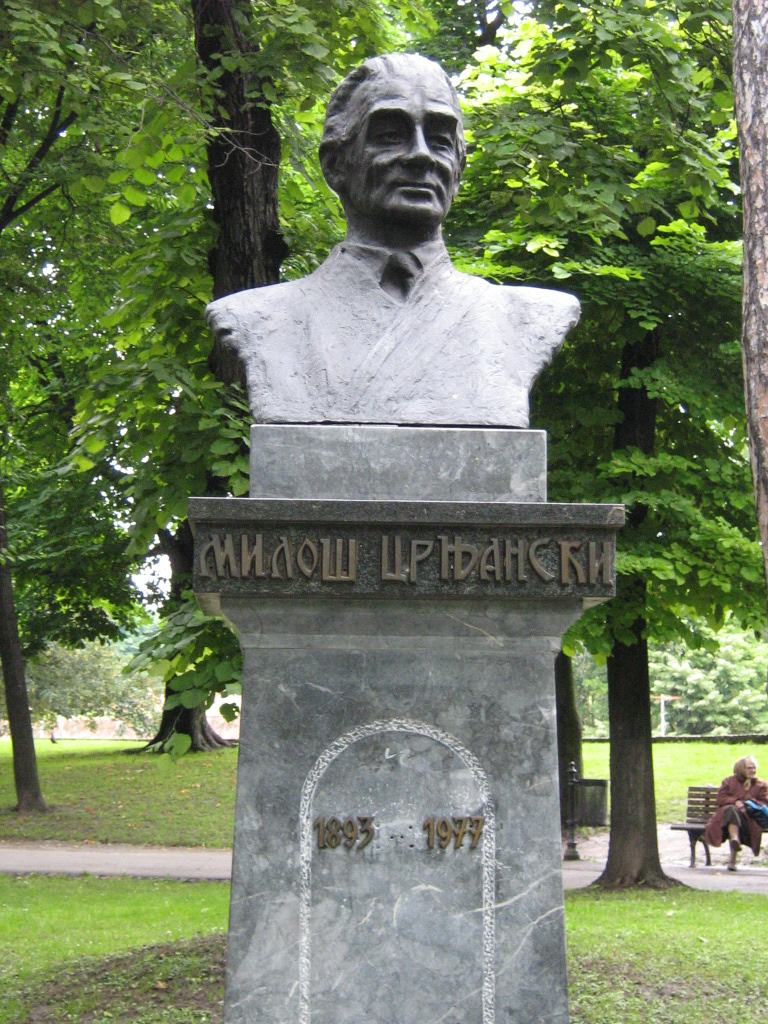
Памятник Милошу Црнянскому в Калемегдане в Белграде

## Суматраизм
Так называемый космизм в общей концепции сербских экспрессионистов, сущности, является лирическим восприятием единства мира, естественным его ощущением. Црнянский для характеристики этого явления предложил термин "суматраизм" (производное от названия острова Суматра), в котором стремился воплотить собственное видение относительно стремления человека прикоснуться к неизведанному и недостижимой дали и утверждал способность человека совершить это стремление. В основу его творческой концепции положена идея о невидимом глазу всеобщая связь вещей, о вселенском единстве пространственно удаленных горизонтов. Тем самым Милош Црнянский вносит значительный вклад в развитие сербского авангардизма, формулируя свои идеи в поэзии "Суматра" (1920 г.) и в программном тексте вновь течения «Объяснение «Суматры» (1920 г.). Концепция, которая, наконец, выкристаллизовалась у Црнянского, заключается в потому что в опустошенный, лишенный Бога мир поэт привносит благодать всеобщей, космической любви. Считается, что идеи Црнянского являются следствием установления новой личности человека, который «видел все», возвращающегося с кровавой войны, которая сделала все человеческое существование бессмысленным.

## Признание и влияние
В 1971 году получил авторитетную югославскую премию журнала «НИН». Повлиял на творчество Данило Киша.
В Сербии вручается литературная премия имени Милоша Црнянского.
Культурный центр Воеводины "Милош Црнянский" (ранее - "Культурный центр Воеводины") находится в г. Нови-Сад. Новое название в честь классика сербской литературы было дано центру 28.12.2018 по решению основателя Ассамблеи автономного края Воеводина.

## Произведения

### Стихи
- Лирике Итаке/ Лирика Итаки (1919)
- Ламент над Београдом/ Плач по Белграду (1962)
- Три поеме/ Три поэмы (1965)

### Романы
- Дневник о Чарнојевићу/ Записки о Чарноевиче (1921).
- Сеобе/ Переселение (1929—1962, исторический).
- Кап шпанске крви/ Капля испанской крови (1970).
- Роман о Лондону/ Роман о Лондоне (на англ. яз. 1947, на серб.1971).

### Драмы
- Маска/ Маски (1918).
- Конак/ Дворец (1958).

## Сводные издания
- Sabrana dela. I—X. Beograd a.o.: Prosveta a.o., 1966.
- Politički spisi. Beograd: Sfarios, 1989.
- Eseji i prikazi. Novi Sad: Književna zajednica Novog Sada, 1991.
- Putopisi. I—II. Beograd; Lausanne: Zadužbina Miloša Crnjanskog; Srpska književna zadruga; L’ Age d’ Homme, 1993.
- Eseji i članci. I—II. Beograd; Lausanne: Zadužbina Miloša Crnjanskog; L’ Age d’ Homme, 1999.

## Публикации на русском языке
- Переселение. В 2-х тт. М.: Художественная литература, 1978; второе издание: 1989. Перевод Ивана Дорбы.
- Роман о Лондоне. М.: Художественная литература, 1991. Перевод Татьяны Вирты и Татьяны Поповой.
- Дневник о Чарноевиче. М.: Центр книги Рудомино, 2018. Перевод Елены Сагалович.